# Esfarayen

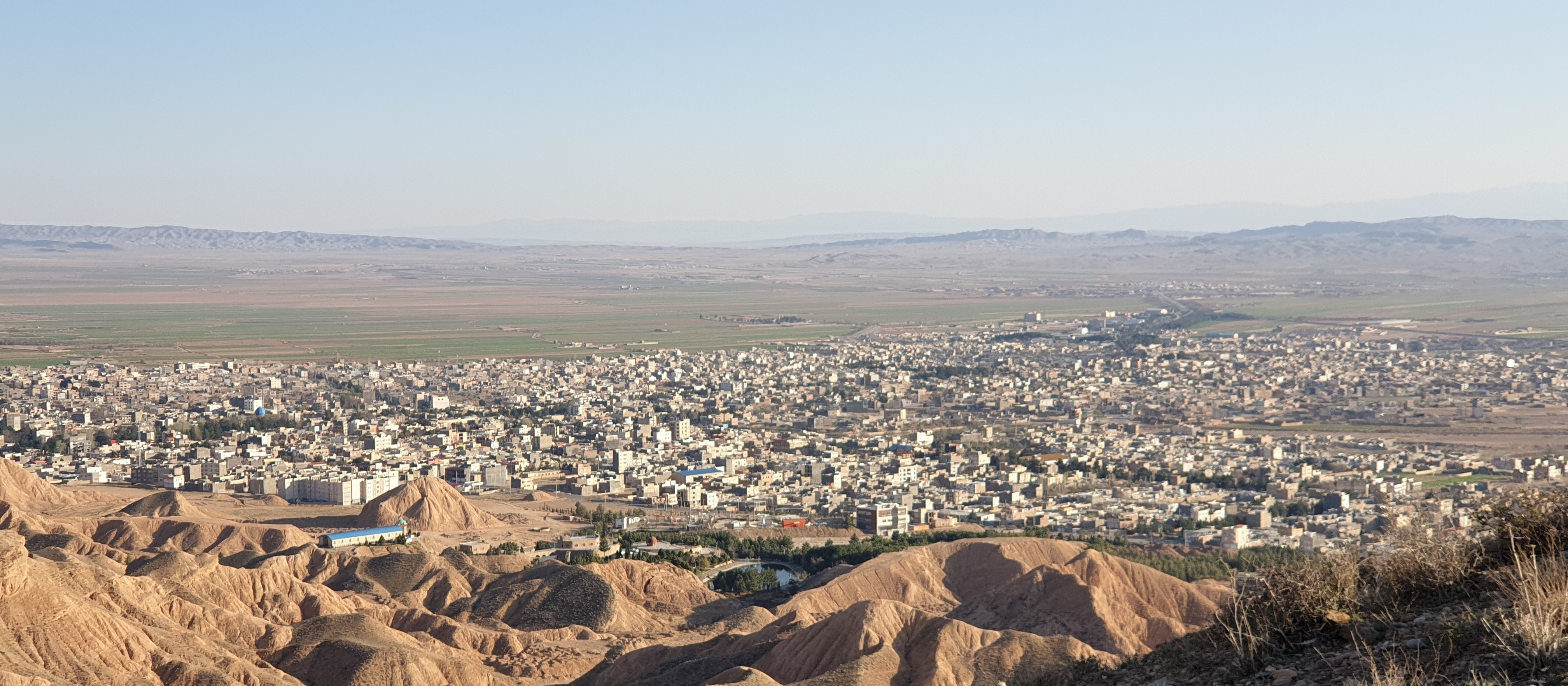

Esfarayen est une ville située dans la province du Khorassan septentrional en Iran.

## Géographie
La ville se trouve dans une plaine qui s'étend de Shahroud à l'ouest jusqu'aux environs de Nichapur à l'est. Elle est traversée par la rivière d'Esfarāyen dont la vallée permet le passage de la mer Caspienne vers le nord-est de la Perse.

### Démographie
| 1986   | 1991   | 1996   | 2006   | 2010   |
| ------ | ------ | ------ | ------ | ------ |
| 27 089 | 34 161 | 41 062 | 51 321 | 55 970 |

## Histoire
La fondation de la ville est attribuée au personnage mythique d'Esfandiar. Elle s'est d'abord appelée Mehrjān. En fait l'histoire de la ville avant l'arrivée de l'islam est peu connue. Les géographes du Xe siècle en font une dépendance rurale de Nichapur pourvue d'un marché et d'une place forte au milieu d'une fertile plaine agricole où l'on cultive le riz et les céréales.
Les habitants sont alors chaféites. De nombreux juristes chaféites en sont issus. Parmi les natifs d'Esfarayen on peut retenir Abu’l-ʿAbbās Fażl ben Aḥmad (en persan : ابو عباس فضل بن احد اسفراینی), vizir de Maḥmˊud de Ghaznī connu pour ses exactions au Khorasan jusqu'à sa chute et sa mort en 1013 et ʿEmād al-Dīn Abu’l-Moẓaffar Ṭāher ben Moḥammad (mort en 1078/79), "protégé" du grand vizir seljoukide Nizam al-Mulk, connu comme auteur du premier commentaire complet du Coran en persan.
En 1220, Esfarayen a été ravagée par le général Sübetey au service de Gengis Khan. En 1223, elle est sous la coupe d'un souverain local vassal du gouverneur mongol du Khorasan. Sous les Houlagides et plus tard des Séfévides, la ville prend suffisamment d'importance pour qu'on y frappe des monnaies. La ville est de nouveau mise à sac par Tamerlan en 1381. Sous le règne des Séfévides la ville est à la frontière entre leur territoire et celui des Chaybanides of Transoxiane et a souffert de leurs raids. Au XVIIIe siècle, Esfarayen est une fois encore mise à sac par les padishahs d'Afghanistan. C'est maintenant un centre agricole paisible et prospère.
Après la destruction de la ville au XVIIIe siècle, seules subsistent les ruines de la citadelle de l'ancienne d'Esfarayen à trois kilomètres au sud-ouest de la ville actuelle sous le nom de Belqeis (en persan : بلقیس). Ces ruines datent de la période séfévide, mais il semble que sa construction soit antérieure à cette période. Cette citadelle construite en briques crues serait la seconde par la taille en Iran, après celle de Bam.